# André Signoretti
André Signoretti (* 16. Januar 1979 in Manotick, Ontario) ist ein ehemaliger italo-kanadischer Eishockeyspieler.

## Karriere
André Signoretti begann seine Karriere als Eishockeyspieler an der Ohio State University, die er von 1997 bis 2001 besuchte, während er parallel für deren Eishockeymannschaft in der Central Collegiate Hockey Association spielte. Im Laufe der Saison 2000/01 gab der Verteidiger sein Debüt im professionellen Eishockey für die Charlotte Checkers aus der ECHL. Parallel bestritt er zwei Spiele für die Houston Aeros in der International Hockey League. Während der Saison 2001/02 lief er erneut als Stammspieler für Charlotte in der ECHL auf. Von 2002 bis 2005 spielte der Linksschütze für den SHC Fassa in der italienischen Serie A1, ehe er ein Jahr lang für dessen Ligarivalen SG Cortina aktiv war. Daraufhin verbrachte der Italo-Kanadier zwei Jahre bei Herning Blue Fox, mit dem er 2006/07 und 2007/08 jeweils den dänischen Meistertitel gewann. Diesen Erfolg konnte er in der Saison 2008/09 mit SønderjyskE Ishockey wiederholen. 
Ab 2009 spielte Signoretti für die GCK Lions in der National League B, der zweiten Schweizer Spielklasse. In der Saison 2009/10 bestritt er zudem sechs Spiele für deren Kooperationspartner ZSC Lions aus der National League A. Im November 2013 erfolgte der Wechsel in die italienische Elite.A, wo er bei Asiago Hockey unterschrieb. Seine Karriere ließ er schließlich von 2014 bis 2016 beim Ligakonkurrenten HC Valpellice ausklingen.

### International
Für Italien nahm Signoretti an der Weltmeisterschaft der Division I 2005 sowie den Weltmeisterschaften 2007 und 2008 teil. Zudem stand er im Aufgebot seines Landes bei den Olympischen Winterspielen 2006 in Turin.

## Erfolge und Auszeichnungen
- 2005 Aufstieg in die Top-Division bei der Weltmeisterschaft der Division I
- 2007 Dänischer Meister mit Herning Blue Fox
- 2008 Dänischer Meister mit Herning Blue Fox
- 2009 Dänischer Meister mit SønderjyskE Ishockey